# Hemerobius solidarius
Hemerobius solidarius is een insect uit de familie van de bruine gaasvliegen (Hemerobiidae), die tot de orde netvleugeligen (Neuroptera) behoort. 
Hemerobius solidarius is voor het eerst wetenschappelijk beschreven door Monserrat in 1996.